# Шамлуг
Шамлугк (на арменски: Շամլուղ) е град, разположен в провинция Лори, Армения. Населението му през 2011 година е 700 души.

## Население
- 1990 – 1516 души
- 2001 – 841 души
- 2009 – 773 души
- 2009 – 700 души